# Аузун-Узень
Аузу́н-Узе́нь (ранее Куру-Узень; укр. Аузун-Узень, крымскотат. Avuzıñ Özen, Авузынъ Озен) — река в Бахчисарайском районе Крыма, правый приток Коккозки (бассейн Бельбека). Длина русла реки около 9 км. В нижнем течении протекает по Большому каньону Крыма, на территории одноимённого заказника.

## Название
Название Аузун-Узень взято из крымскотатарского языка и переводится как «поток изо рта (пасти)».
Название Куру-Узень означает в переводе с крымскотатарского языка «сухая река» (къуру — сухой, озен (на южнобережном диалекте узень) — река)

## География

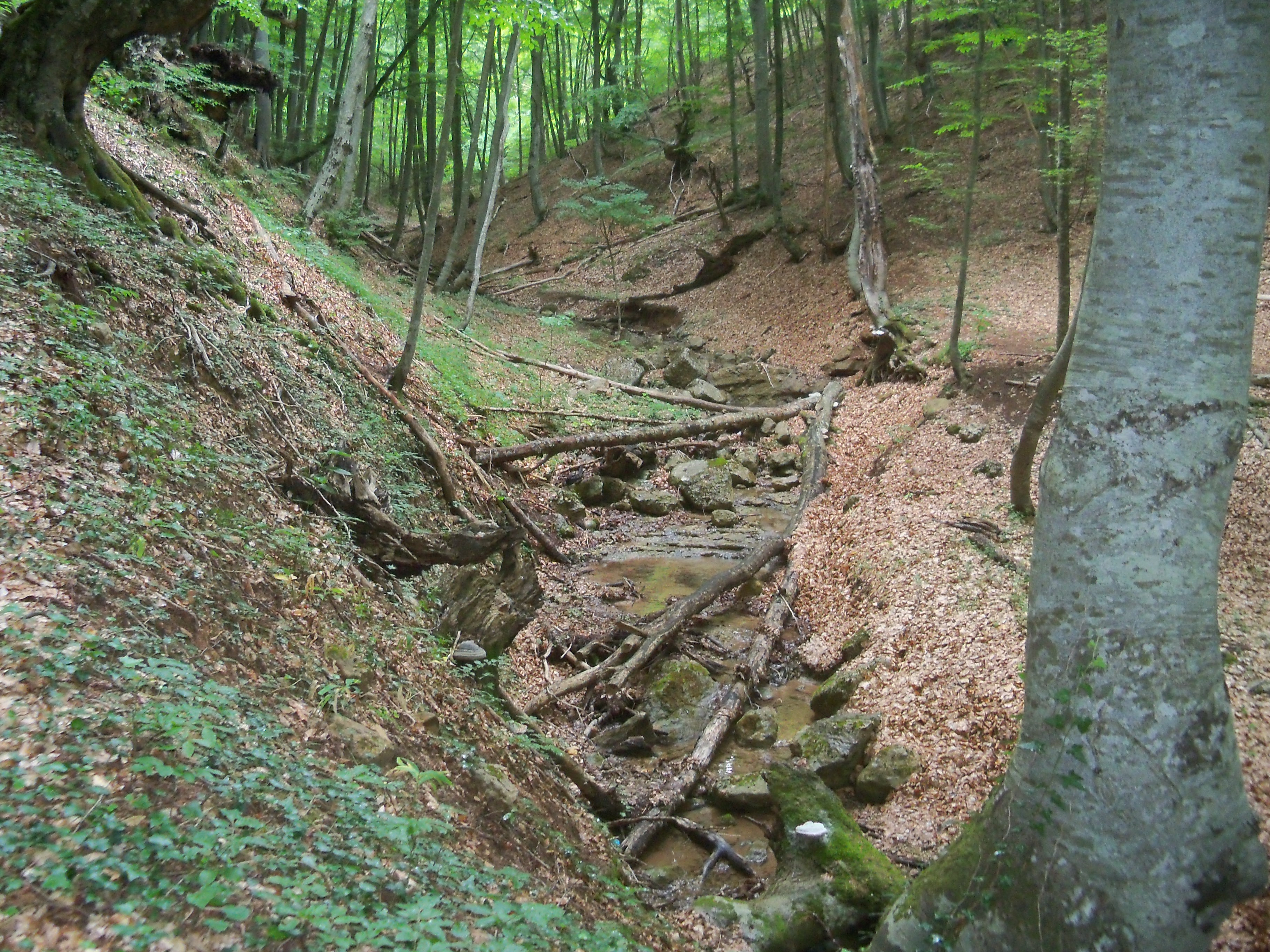
Русло Йохаган-Су

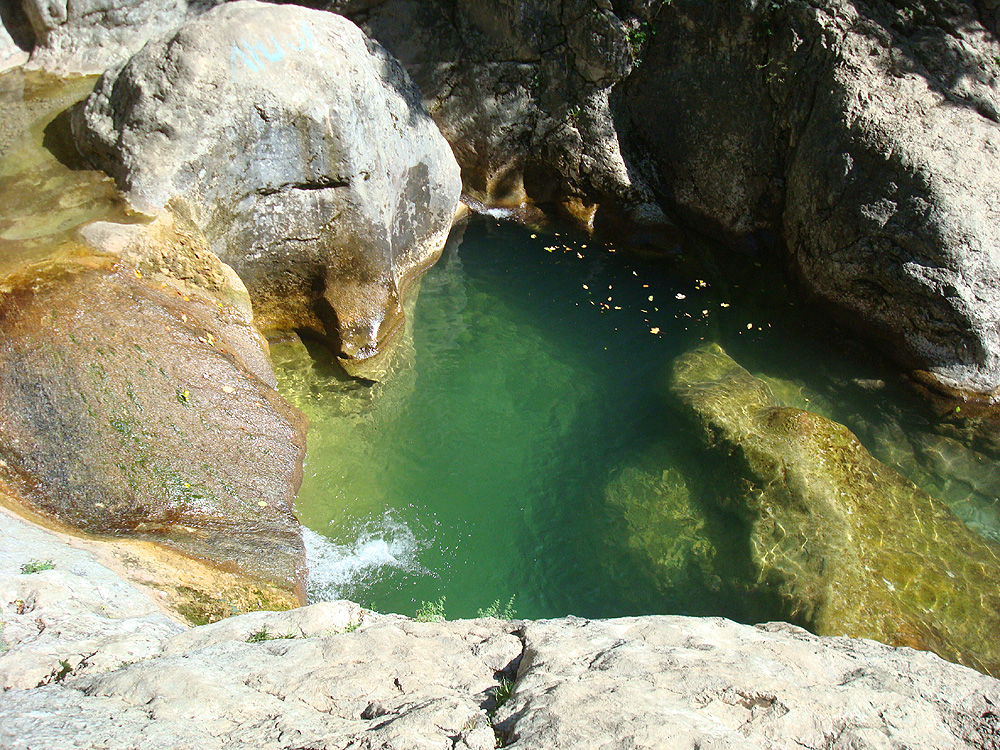
Ванна Молодости

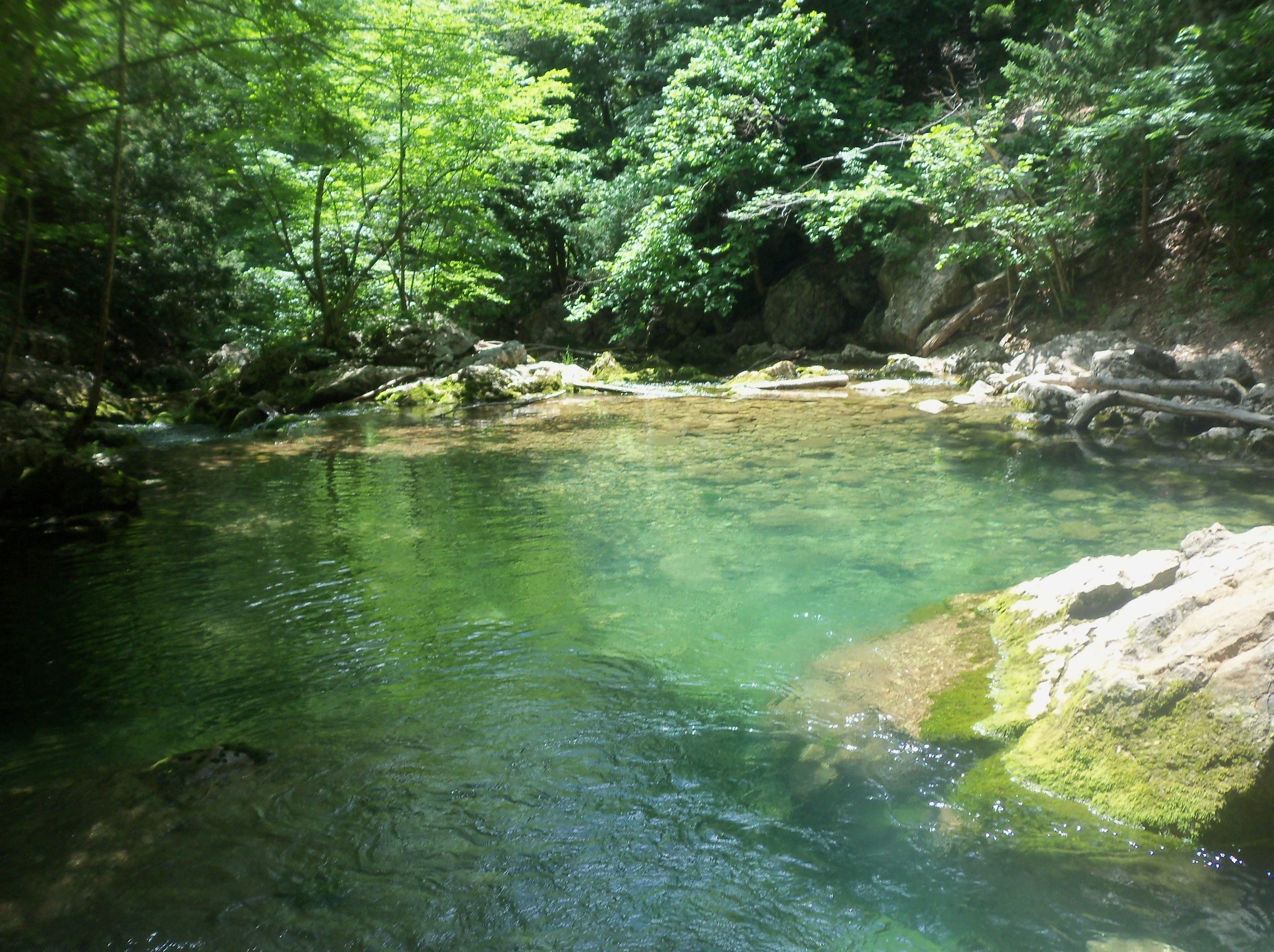
Голубое озеро

Исток реки — источник, расположенный в лесистом ущелье Куру-Узеньской котловины между горами Блачаг и Кизил-Кая. Верховье реки до впадения реки Йохаган-Су (по другим данным до источника Пания) носит название Куру-Узень. Куру-Узень течёт преимущественно на север, при входе в Большой каньон меняет направление на юго-западное. При входе в каньон принимает небольшой правый приток Йохаган-Су. В среднем и нижнем течении протекает по Большому каньону, который отделяет горный массив Бойка от Ай-Петринской яйлы. Ниже на реке выделяются небольшие водоёмы-затоны, называемые озёрами, Ванна Молодости (Кара-Голь — чёрное озеро) и Голубое озеро. В нижнем течении принимает небольшой (до 2 км) левый приток Алмачук.
Река принимает воды многочисленных источников, среди которых можно выделить источники Пания (один из крупнейших карстовых источников Крыма со средним многолетним расходом — 370 л/с), Джевизлык и Баш-Дере. На реке встречаются небольшие водопады (Инь-Янь, Тисовый).
Река Аузун-Узень сливается с рекой Сары-Узень, образуя реку Коккозка.

### Притоки
Приток Йохага́н-Су (укр. Йохаган-Су, крымскотат. Yoqağan Suv, Ёкъагъан Сув; с крымскотатарского — «моющая вода», yoqağan~yıqağan — моющий, стирающий, купающий, suv — вода; по другой версии —  «нет власти хана», «неподвластный хану») имеет длину менее 2 км. Берёт начало на южном склоне горы Ахлаплых и впадает в Аузун-Узень справа около водопада Инь-Янь.
Приток Алмачу́к (Пания-Узень, укр. Алмачук, крымскотат. Almaçıq, Алмачыкъ; с крымскотатарского — «яблочко») в длину менее 2 км. Берёт начало на северном склоне горы Лысая. Течёт по лесному массиву. Имеет крутое падение русла. Впадает в Аузун-Узень слева, немного выше по течению от Голубого озера и немного ниже от источника Пания, по которому получил своё второе название Пания-Узень.

### Водоёмы
Ванна Молодости (или Кара-Голь — чёрное озеро) — небольшой водоём в среднем течении реки. Является наиболее глубоким эрозионным углублением в известняковом русле реки, образованным падающей с трёхметровой высоты водой. Температура воды в водоёме летом составляет не более +9—11 °C. По легенде, человек, искупавшись в ней, становится моложе. Популярное место для купания.
Голубое озеро (или озеро Любви) — небольшой водоём в нижнем течении реки. Является небольшим разливом реки в скальном русле. Температура воды летом также около +9-11 °C. Популярное место для купания.